# Soběslav (Slavníkovec)

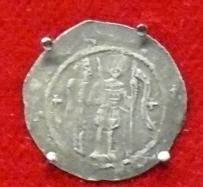
Stříbrný denár, který nechal razit Soběslav v mincovně v Malíně

Soběslav Slavníkovec († 1004) byl libický vévoda v letech 981–996. Byl synem Slavníka a Střezislavy a bratrem svatého Vojtěcha.
Po otcově smrti v roce 981 se stal vládcem slavníkovského panství. V letech 981–995 na slavníkovském hradišti Malín byla mincovna, kde Soběslav nechal razit denáry s opisem Malin Civitas (město Malín). Jeho mincí byly dva typy, na starším byla vyobrazena kaple s nápisem Lubic. Druhým typem byla mince s obrazem orla útočícího na kořist, na druhé straně byla vyobrazena ruka s dýkou, pod kterou byl umístěn nápis Zobezlav. Roku 995 byl odvolán do boje proti pohanským Slovanům. Zde si stěžoval na Boleslava II., že se považuje za jemu nadřízeného.[zdroj⁠?!] Za tažení na Slovany ho zastihla zpráva, že bylo jeho sídelní hradiště Libice dobyto. Jelikož byl zrovna na výpravě, unikl spolu se sv. Vojtěchem smrti. Azyl našel na dalších osm let ve Hnězdně u svého nevlastního bratra svatého Radima.
V březnu 1003 vtáhl do Prahy se svým vojskem polský Boleslav Chrabrý a byl zde vítán jako osvoboditel od krutovlády svého přemyslovského bratrance Boleslava III. Polského knížete na jeho tažení doprovázel i Soběslav, který snad doufal, že bude Boleslavem Chrabrým dosazen na knížecí stolec, ale ten se vlády v Čechách (a na Moravě, kterou obsadil již o několik let dříve) ujal sám. Obsazením Čech značně vzrostla rozloha a moc polského knížectví, což nehodlal tolerovat římský král Jindřich II., a po Boleslavu Chrabrém požadoval, aby Čechy přijal jako říšské léno. Ten to odmítl, proto Jindřich v srpnu 1004 vtrhl ze severu do Čech se svým pretendentem na český knížecí stolec Jaromírem. Říšské vojsko se rychlým pochodem zmocnilo Žatce a doplněno českými oddíly nočním útokem z 6. na 7. září 1004 i Pražského hradu. Jeho polská posádka s Boleslavem Chrabrým z něj ve zmatku ustupovala zadní brankou směrem k vltavskému brodu. Ústup polských oddílů kryl na opyši Pražského hradu Soběslav se svojí družinou bojovníků. V úzkém prostoru došlo k řeži, ve které byl Soběslav zabit, a tím definitivně vymřel rod Slavníkovců.